# ホルス (スラヴ神話)

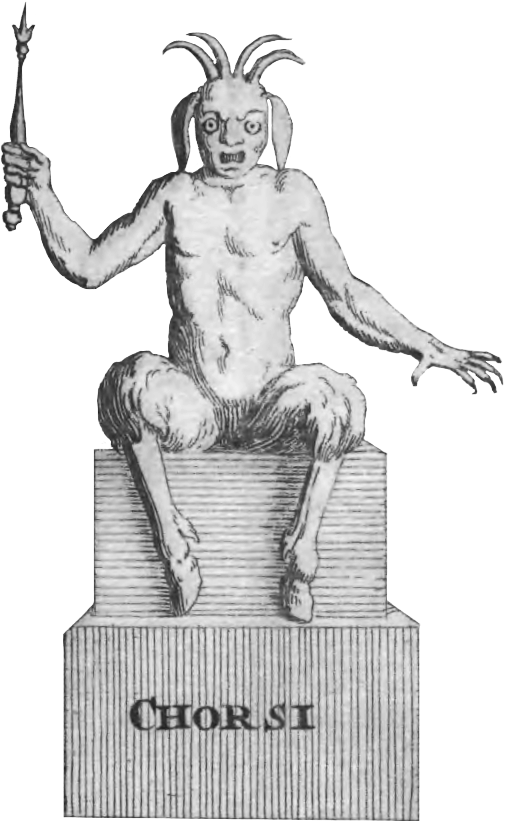
ゲオルク・シュライシング。 La Religion ancienne et moderne des Moscovites (白雲母の古代と新しい宗教について)。1698年

ホルス（古東スラヴ語: Хърсъ、ウクライナ語 / ロシア語: Хорс。ラテン表記：Khors、Chors、またはHors/Hursは、スラヴ神話の神で、太陽神だとされている。

## 解説
ホルスは、『原初年代記』の980年の項において、キエフの丘に祀られた6体の神像の一つとしてその名を挙げられている。また、11世紀頃にギリシャ語からスラヴ語に翻訳された『聖グレゴリウスの説教解説、野蛮人だった初期の異教徒たちがどのようにして偶像を崇拝し貢物を捧げたか』も、スラヴ語訳者が自身の出身地における異教信仰を補足説明するかたちでキエフの丘のホルスについて言及している。ロシア以外のスラヴ民族が信仰していた形跡はない。
その名は、「輝く太陽」を意味するペルシア語などに由来していると考えられている。ウラジーミル1世の時代、ルーシ人の居住地域にはヴァリャーグやテュルク系民族などのさまざまな民族も暮らしており、イラン系民族との交流もあった。こうした背景から、ホルスの起源はイランの太陽神だとする説や、チュルク系民族からもたらされたとする説がある。また、エジプト神話の太陽神ホルスに関連しているとの説もある。
ホルスは『イーゴリ軍記』における記述から太陽神だとされているが、実際のところははっきりしない。『イーゴリ軍記』は、疫病、狩猟の神だとも説明している。ウラジーミル1世の時代には「偉大なホルス」とも呼ばれたが、具体的な神話は伝えられていない。